# Lerista haroldi
Lerista haroldi är en ödleart som beskrevs av  Storr 1983. Lerista haroldi ingår i släktet Lerista och familjen skinkar. Inga underarter finns listade i Catalogue of Life.